# Siphonops annulatus
Siphonops annelé
Espèce
Synonymes
- Caecilia annulata Mikan, 1820
- Caecilia interrupta Cuvier, 1829
- Dermophis crassus Cope, 1885 "1884"
- Siphonops annulatus var. marmoratus Sawaya, 1937

Statut de conservation UICN

 LC  : Préoccupation mineure
Siphonops annulatus, le siphonops annelé, est une espèce de gymnophiones de la famille des Siphonopidae.

## Répartition
Cette espèce se rencontre généralement en dessous de 800 m d'altitude :
- au Brésil ;
- en Guyane ;
- au Suriname ;
- au Guyana ;
- au Venezuela dans les États de Barinas et de Portuguesa ;
- dans la partie amazonienne de la Colombie ;
- dans la partie amazonienne de l'Équateur ;
- dans la partie amazonienne du Pérou ;
- en Bolivie dans les départements de Beni, de La Paz, de Pando et de Santa Cruz ;
- dans l'est du Paraguay ;
- dans le nord de l'Argentine dans le sud de la province de Misiones.

## Physiologie

### Venin
Dans un article d'IScience publié le 3 juillet 2020, le docteur Pedro Luiz Mailho-Fontana et la biologiste Marta Maria Antoniazzi annoncent avoir identifié des glandes à venin sous la lèvre supérieure de Siphonops annulatus à côté de ses crocs. Des analyses préliminaires semblent indiquer qu'il sécrète une toxine pour paralyser ses proies. En plus de faire découvrir qu'il s'agit d'une espèce venimeuse, les glandes buccales de Siphonops annulatus semblent correspondre à une version primitive de celles des serpents, ce qui pourrait donc aider à comprendre comment ils sont devenus venimeux au cours de leur évolution.

### Lactation
Siphonops annulatus est ovipare mais fournit à sa progéniture un lait oviductal composé principalement de lipides et de glucides. Il est produit par des glandes hypertrophiées de l’épithélium oviductal maternel. Il s'écoule par l'évent[Quoi ?] et serait sécrété en réponse à une stimulation tactile ou acoustique des nouveau-nés,.

## Publication originale
- Mikan, 1820 : Delectus Florae et Faunae Brasiliensis. Vindobonae, Antonii Strauss (texte intégral).